# Gay Men’s Chorus of Los Angeles
Der Gay Men’s Chorus of Los Angeles, auch als GMCLA bezeichnet, ist ein aus mehr als zweihundert Sängern bestehender schwuler Männerchor aus Los Angeles, Kalifornien. Der Chor tritt regelmäßig im Saban Theatre in Beverly Hills auf, führt nationale und internationale Tourneen sowie Fernsehauftritte durch und trat vor den Präsidenten Bill Clinton und Barack Obama auf.

## Geschichte
Der Gay Men’s Chorus of Los Angeles bestand bei seiner Gründung im Jahr 1979 zunächst aus 99 Mitgliedern. Im Lauf seiner Geschichte vergrößerte sich der Chor auf mehr als zweihundert Sänger, obwohl er durch die Folgen von HIV-Infektionen mehr als 150 Mitglieder verlor. Zunehmende Erfolge veranlassten den Gay Men’s Chorus of Los Angeles zu internationalen Tourneen, beispielsweise durch Südamerika. Der Chor tritt regelmäßig auf Bühnen der Region Los Angeles auf und führte insgesamt bereits rund 1000 Chorkonzerte durch. Regelmäßig ist der Chor auch in verschiedenen Fernsehsendungen zu hören. Aufsehen erregte im Jahr 2010 eine Serie gemeinsamer Auftritte mit der Sängerin LeAnn Rimes. Im Jahr 2013 führte der GMCLA zusammen mit Seth MacFarlane bei den Oscars den Song We saw your Boobs auf. Im Jahr 2014 feierte der Chor mit einem Konzert seinen fünfunddreißigsten Geburtstag.